# Air 26
Air26 fue una aerolínea con base en Luanda, Angola. Fue fundada en 2006 y efectuaba vuelos de cabotaje dentro de Angola. Su base principal era el aeropuerto internacional 4 de Fevereiro (LAD) en Luanda, Angola.

## Destinos
Air 26 sirve las siguientes ciudades dentro de Angola:
- Benguela
- Cabinda (ciudad)
- Huambo
- Kuito
- Luanda
- Lubango
- Malange
- Ondjiva
- Soyo

## Flota Histórica
La aerolínea durante su existencia operó las siguientes aeronaves: